# Långgrynnan (vid Bergögaddarna, Malax)
Långgrynnan är en ö i Finland.   Den ligger i den ekonomiska regionen  Vasa  och landskapet Österbotten, i den västra delen av landet, 400 km nordväst om huvudstaden Helsingfors.
Terrängen på Långgrynnan är mycket platt.